# Clazay
Clazay est une ancienne commune française située dans le département des Deux-Sèvres et la région Nouvelle-Aquitaine. Elle est associée à la commune de Bressuire depuis 1973. Le 28 mars 2013, elle est transformée en commune déléguée.

## Géographie

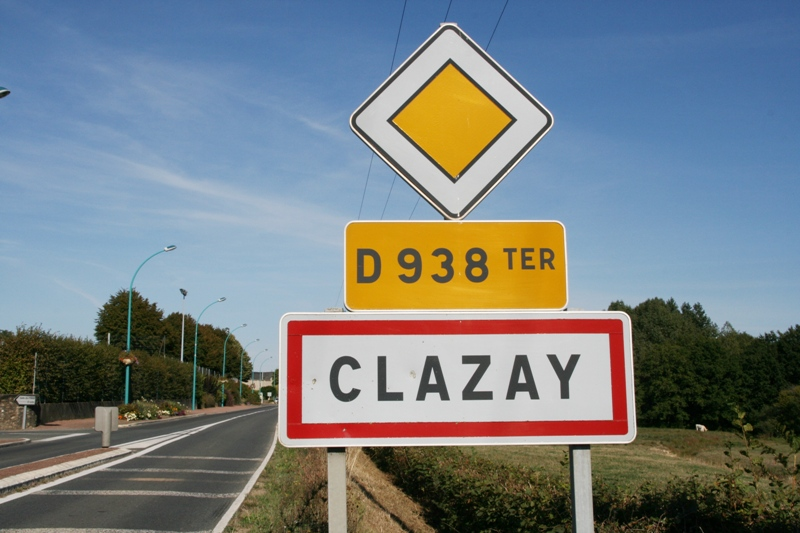
Entrée du village.

## Toponymie
Anciennes mentions : Alodium de Flaheziaco in pago Toarcinse (956), Villa Flagiaco in vicaria Toarcinse (vers 990), Flaiciacus (1004), Flaiziacus (vers 1030), Flaezia (1030), Flaeziacus (1060), Flaizeis (1140), Flazeis (1300), Flazois (1351 et 1391), Flazay (1538), L'hôtel de Clazay (1605), Clazais (1644).

## Histoire
Avant 1790, la paroisse Saint-Cyprien de Clazay dépendait du doyenné et de la châtellenie de Bressuire, de la sénéchaussée de Poitiers et de l’élection de Thouars.
Le 1er janvier 1973, la commune de Clazay est rattachée à celle de Bressuire sous le régime de la fusion-association. Le 28 mars 2013, elle est transformée en commune déléguée.

## Personnalités liées à la commune
-Michel Alexandre Debaize (Abbé Debaize) (1845-1879), ecclésiastique et voyageur français . 
- Il est né à Clazay le 18 novembre 1845, son père est Gendarme à pied.
- Michel Alexandre Debaize est explorateur en 1879 en Afrique Centrale, accompagné d’une caravane de 500 hommes.

## Politique et administration
| Période                                  | Période | Identité        | Étiquette | Qualité              |
| ---------------------------------------- | ------- | --------------- | --------- | -------------------- |
| 2001                                     | 2020    | Michel Charrier |           | agriculteur retraité |
| Les données manquantes sont à compléter. |         |                 |           |                      |

## Démographie
| 1793 | 1800 | 1806 | 1821 | 1831 | 1836 | 1841 | 1846 | 1851 |
| ---- | ---- | ---- | ---- | ---- | ---- | ---- | ---- | ---- |
| 347  | 221  | 328  | 433  | 383  | 406  | 428  | 463  | 481  |

| 1856 | 1861 | 1866 | 1872 | 1876 | 1881 | 1886 | 1891 | 1896 |
| ---- | ---- | ---- | ---- | ---- | ---- | ---- | ---- | ---- |
| 473  | 494  | 520  | 577  | 565  | 596  | 608  | 683  | 670  |

| 1901 | 1906 | 1911 | 1921 | 1926 | 1931 | 1936 | 1946 | 1954 |
| ---- | ---- | ---- | ---- | ---- | ---- | ---- | ---- | ---- |
| 682  | 693  | 701  | 600  | 564  | 553  | 531  | 517  | 534  |

| 1962 | 1968 | - | - | - | - | - | - | - |
| ---- | ---- | - | - | - | - | - | - | - |
| 539  | 473  | - | - | - | - | - | - | - |

## Lieux et monuments
- Église Saint-Savin-et-Saint-Cyprien du XIIe siècle, de style roman, restaurée entre 1860 et 1861